# Helio Courier
Helio Courier är ett amerikanskt STOLflygplan framtaget för flygfältsfattiga områden.
Helio Courier som konstruerats vid Helio Aircraft Corp i Norwood, Massachusetts är ett högvingat helmetallflygplan med plats för fem personer.
Flygplanet har genom en kombination av spaltklaffar i bakkanten av vingen och automatiska sots på framkanten, som sträcker sig längs hela spännvidden, mycket bra STOL-egenskaper. Flygplanets hela satbilisator är rörlig ochg tjänstgör som höjdroder. Flygplanets konstruktion ger mycket bra lågfartsegenskaper, minimumfarten är endast 45 km/h. För att ge flygplanet god stabilitet vid sväng under låg fart är skevrodren kombinerade med interceptors som är belägna inne i framkanten på vingen. Vid ett stort utslag av skevrodret sticker en interceptor upp på samma sida som skevrodret gör ett utslag uppåt.
Flygplanets landställ består av ett sporrhjul samt ett fast specialkonstruerat huvudställ som skall medge landningar i stark sidvind. Lycoming-motorn driver en Hartzell constant speed propeller. Flygplanets STOL-egenskaper medger att man når 15 meters höjd efter en 150 m lång startsträcka och att flygplanet klarar av att stanna från 15 meters höjd på samma sträcka.